# Schloss Lipsa

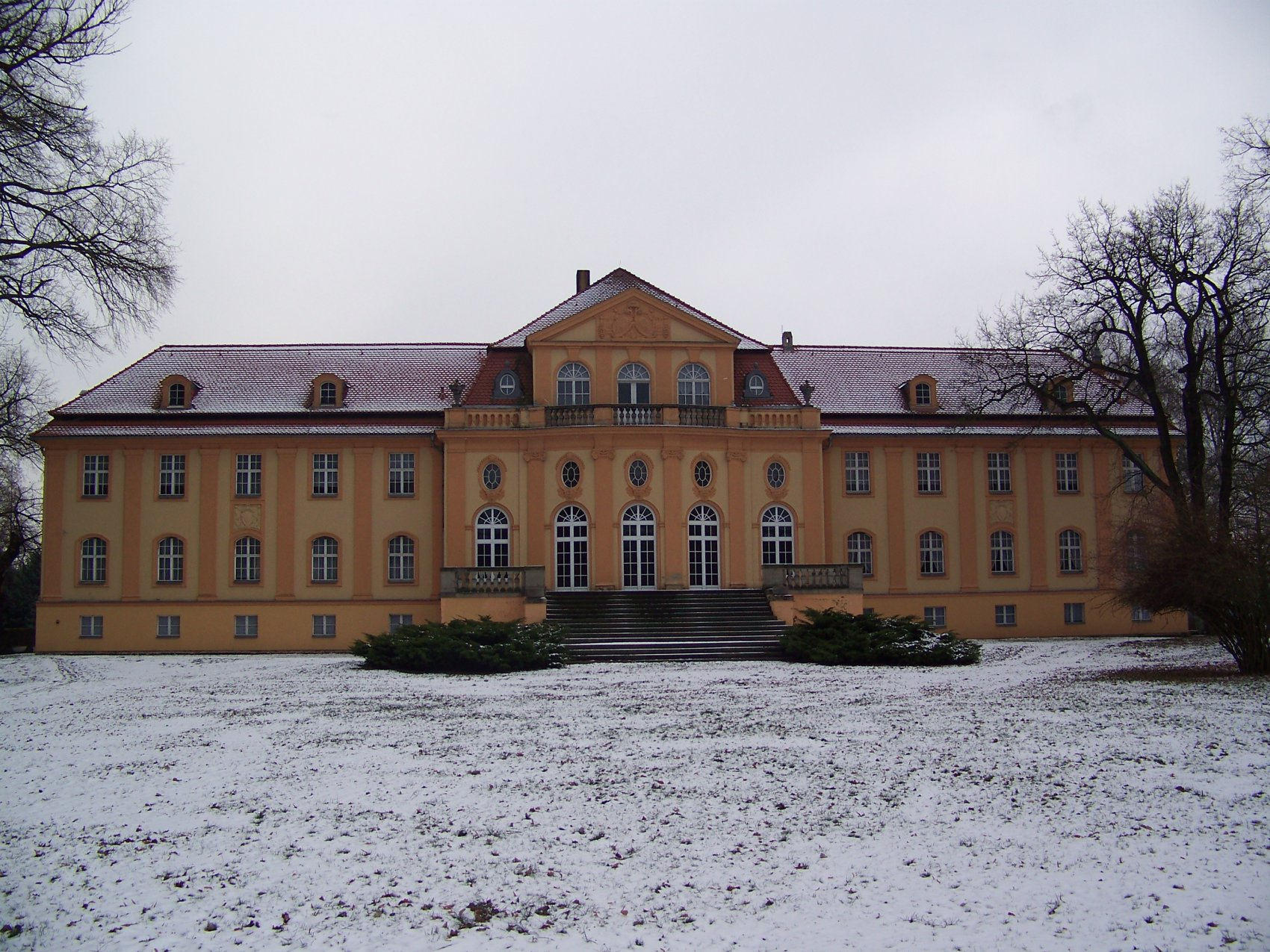
Schloss Lipsa, 2008

Schloss Lipsa ist eine denkmalgeschützte Schlossanlage im Dorf Lipsa. Es befindet sich im Süden des südbrandenburgischen Landkreises Oberspreewald-Lausitz.

## Geschichte

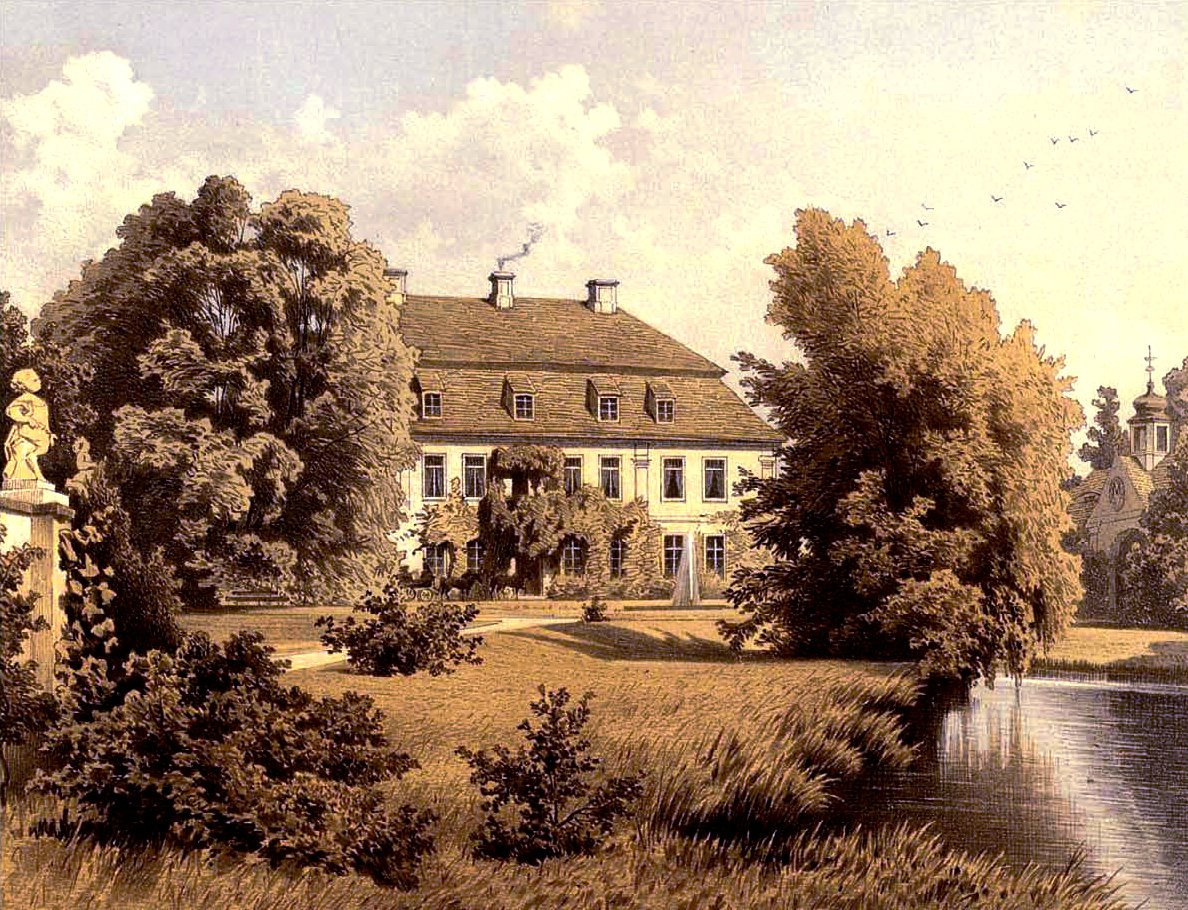
Schloss Lipsa um 1881/83, Sammlung Alexander Duncker

Schloss Lipsa wurde im Jahr 1680 erstmals erwähnt. Wolf Heinrich von Baudissin ließ das Schloss in seiner heutigen Form von 1718 bis 1720 erbauen und hielt Freimaurerkonvente ab. Bereits 1726 war das Schloss im Besitz der Freifrau Theodora Eugenia von Löwendahl, geb. Freiin von Schmettau (1705–1768), die bis 1768 hier lebte. Nach den Grafen von Redern übernahm 1831 Graf Ernst von Gersdorff das Schloss, dessen Familie bereits bis 1671 im Besitz von Gut Lipsa gewesen war. Im Jahr 1864 übernahm Ernst Christian August von Gersdorff die Herrschaft über das Lipsaer Gut. Er verkaufte das Gut Lipsa und die Güter in Jannowitz und Hermsdorf 1890/1891 an Leutnant Carl August Tölke. 1904 wurde Dr. Walter Neumann (oder Naumann) der Besitzer. Vor 1917 erwarb die neu nobilitierte Familie von Schumann das Gut in Lipsa, durch Dr. jur Paul von Schumann (1863–1939), Regierungsassessor in Potsdam und Rittmeister a. D., verheiratet seit 1891 mit Frieda von Levetzow. Der Wohnsitz war 1917 Berlin. Paul von Schumann ließ 1914 einen neubarocken Flügel anbauen, womit der T-förmige Grundriss und das heutige Aussehen entstand. Der letzte private Besitzer Lipsas soll von 1942 bis 1945 Karl-Maria  Freiherr von Elverfeldt, genannt von Beversfoerde-Werries, gewesen sein, wobei sich im Genealogischen Handbuch des Adels bei allen genannten Familien dazu keine konkreten Hinweise finden lassen. Etwaig agierte er als Pächter. Mindestens bis 1941/42 bewohnte die Familie von Schumann beweisbar das Anwesen, und zwar Frieda von Schumann, geborene von Levetzow, ihr zweiter Sohn Konstantin von Schumann mit seiner zweiten Frau Kora von Watzdorf und den Kindern aus seinen beiden Ehen, auch die seiner ersten 1930 verstorbenen Gattin Dorothea von Rantzau.
Um 1937 wurden die drei Güter des Gutskomplexes Lindenort als Herrschaft bezeichnet.
Nach dem Zweiten Weltkrieg wurde das Schloss vielfältig genutzt. Von 1946 bis 1948 diente es der Caritas der Kranken- und Altenpflege, des Weiteren war es Asyl für obdachlose Kinder. Im Jahr 1949 wurden im Schloss ein Feierabendheim sowie eine Haushaltsschule eingerichtet. Die Schule bestand bis 1953. Das Feierabendheim ist seit 1992 ein Altenpflegeheim der Diakonie Görlitz.
Das Schloss und seine Nebenanlagen wurden ab 1993 saniert. Im Jahr 1992 erwarb der als „Burgenkönig“ bezeichnete Herbert Hillebrand das Schloss. Es gehörte bis 2010 seiner Tochter Anna.

## Baubeschreibung

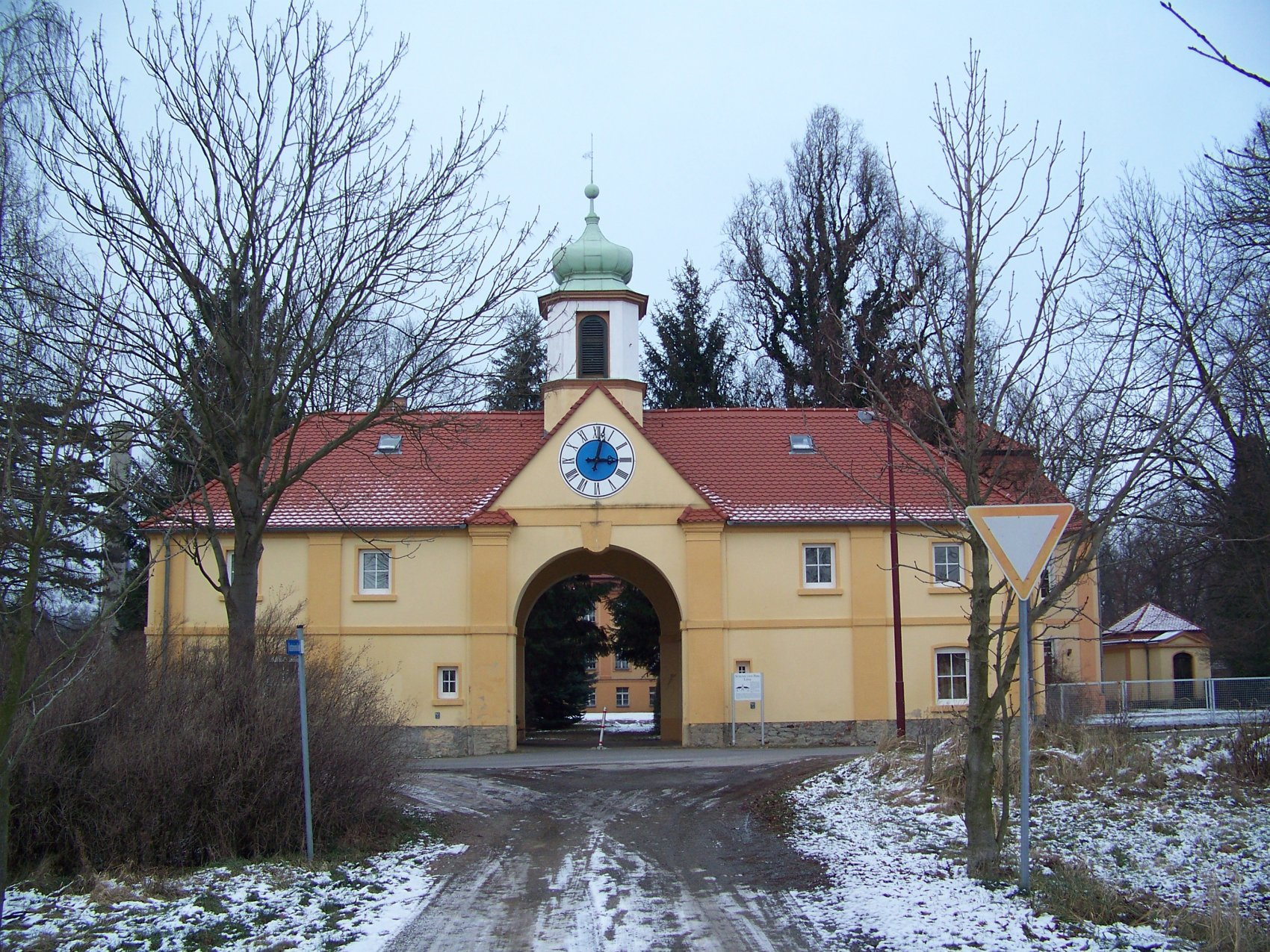
Torhaus von Schloss Lipsa, 2008

Das Gebäude ist aus Stein und Raseneisenstein errichtet. Es ist ein langgestreckter, rechteckiger, zweigeschossiger Bau mit Pilastergliederung und Mansardenwalmdach. Im oberen Bereich befindet sich Fachwerk und ein Eckturm mit Turmuhr. Große Rundbogenfenster und ein Dachaufsatz mit Dreiecksgiebel runden das Bild ab. Zum Schloss gehören ein Torhaus mit Uhrengiebel und Glockenturm, der Dachreiter mit Zwiebelhaube sowie ein Rentamt, ein Heizhaus und der Schlosspark. Im Schlosspark befinden sich noch Skulpturenfragmente.